# Pedro Ignácio Muiba
Pedro Ignacio Muiba foi um cacique da etnia moja que, em 10 de novembro de 1810, liderou um levante contra o domínio espanhol, em Trinidad, capital do Departamento de Beni (Bolívia).
O levante chegou a resultar na deposição do governador da região: Pedro Pablo de Urquijo, que quatro meses mais conseguiu retomar o controle da região e matar Pedro Ignacio Muiba
 .